# マラーノ・プリンチパート
マラーノ・プリンチパート（イタリア語: Marano Principato）は、イタリア共和国カラブリア州コゼンツァ県にある、人口約3,200人の基礎自治体（コムーネ）。

## 地理

### 位置・広がり

#### 隣接コムーネ
隣接するコムーネは以下の通り。
- カストロリーベロ
- チェリザーノ
- ファルコナーラ・アルバネーゼ
- マラーノ・マルケザート
- レンデ
- サン・フィーリ
- サン・ルーチド

## 行政

### 分離集落
マラーノ・プリンチパートには、以下の分離集落（フラツィオーネ）がある。
- Bisciglietto, Canali, Pantusa, Savagli